# 리첸차
리첸차(이탈리아어: Licenza)는 이탈리아 라치오주 로마현에 위치한 코무네다. 로마로부터 북쪽 40km 거리에 있다.